# Щучинський район

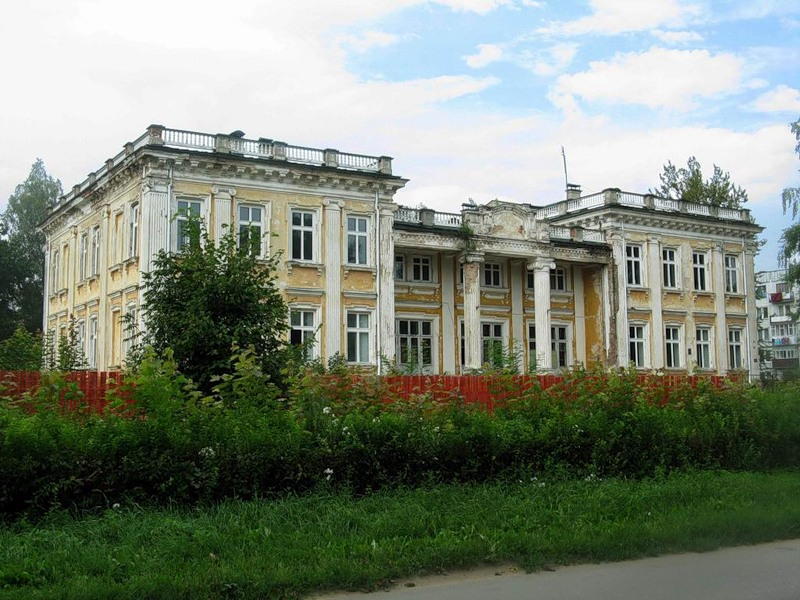
Палац Друцьких-Любецьких у Щучині

Щу́чинський райо́н — адміністративна одиниця Білорусі в Гродненській області. Адміністративний центр - місто Щучин. На території району розташовано два селища міського типу — Желудок та Острина, 435 сільських населених пунктів, 13 сільських рад.

## Історія
У липні 2022 р. в селі Мікулішкі підірвали встановлений у 1990-х роках над могилою пам'ятник польським солдатам Армії Крайової.

## Відомі особистості
В районі народилися:
- Стацкевич Фелікс Іванович (1879—1967) — білоруський письменник-мемуарист, громадський діяч.
- Пашкевич Алоїза — білоруська поетеса, громадська діячка, публіцистка й педагог.
- Хільмановіч Володимир — білоруський історик, журналіст, правозахисник.